# Command & Conquer: Tiberian Sun
Command & Conquer: Tiberian Sun es un videojuego de estrategia en tiempo real que pertenece a la serie de Command & Conquer, desarrollado por Westwood Studios y lanzado en 1999 por Electronic Arts. La historia principal está centrada en la segunda gran guerra entre la Iniciativa de Defensa Global (Global Defense Initiative) de las Naciones Unidas, y la organización terrorista mundial conocido como la Hermandad de Nod (Brotherhood of Nod), que tácticamente utiliza la sustancia extraterrestre Tiberium altamente peligrosa, la desinformación a través de los medios de comunicación masiva internacional, propaganda negra para influir a las poblaciones mutantes de Los olvidados, así como la aplicación de fanatismo religioso y una parte abrumadora de poder y riqueza a fin de completar la búsqueda del Nod para dominar el mundo. La historia tiene lugar en el 2030, 30 años después de que la GDI ganara la primera gran guerra en Command & Conquer (Tiberian Dawn).

## Características

### Sinopsis
Tiberian Sun cuenta con tres facciones (cada una con fuerzas y tácticas propias), la Global Defense Initiative (GDI), la Hermandad de Nod, y Los olvidados (no seleccionable para el juego, facción neutra de los mutantes que han sido afectados física y mentalmente por el Tiberium). La historia sigue la lucha continua entre el GDI y Nod, el último de los cuales está listo para lanzar una nueva serie de ataques furtivos sorpresa en un intento de eliminar la Iniciativa de Defensa Global de la faz de la Tierra.
La trama es una continuación del juego original Command & Conquer, al final de la cual el líder de Nod, Kane, es dado por muerto. En Tiberian Sun, Kane reaparece desde su escondite con una mejorada fuerza militar y nuevas tecnologías Tiberium, decidido a gobernar el mundo a toda costa. El comandante del GDI, Michael McNeil, tiene la tarea de evitar que el mundo caiga en manos de Nod, esta vez con los propios medios de la sustancia extraterrestre Tiberium.

### Juego
Tiberian Sun se basa en gran medida en las tecnologías de la ciencia ficción e introduce un nuevo motor de juego isométrico con diferentes niveles de terreno para dar la impresión de un entorno 3D real. Cuenta también con iluminación dinámica con ciclos habilitados para alternar el día y la noche, efectos especiales, como las tormentas de iones y mapas de paisajes urbanos donde las unidades se pueden ocultar o pelear en el combate urbano. Algunos edificios y unidades blindadas se renderean con voxels, mientras la infantería sigue siendo rendereada con sprites.

### Video
Tiberian Sun ofrece video de movimiento completo utilizando tomas de cine tradicionales, con actores de Hollywood conocidos.
Michael Biehn (conocido por las películas de El Exterminador y Aliens) interpreta al comandante  del GDI McNeil Michael, que es instruido por el general James Salomón, interpretado por James Earl Jones (conocido por la trilogía original de Star Wars). Por el lado de la Hermandad de Nod, Frank Zagarino representa al comandante Anton Slavik, que sólo vive para seguir y hacer cumplir todos los pensamientos del sociópata Kane. Los olvidados están representados por Christine Steel representando a Umagon que se une a Michael McNeil a lo largo de su lucha conjunta contra el Nod, Christopher Winfield representa a Tratos el visionario líder mutante, y Nils Allen Stewart (conocido por La Máscara) representa al mutante Comando, que es responsable de enviar a todas las bases Nod al infierno con sólo pulsar un botón.

### Pistas de sonido
Tiberian Sun cuenta con una banda de sonido futurista realizada por Jarrid Mendelson y Frank Klepacki, quien compuso los temas para las secuencias de la película, así como la banda sonora del juego, con la intención de diferir del original Command & Conquer y captar el estado de ánimo de cada misión.

## Desarrollo
Electronic Arts, que había adquirido Westwood Studios en 1998 y no participó directamente en el desarrollo del juego, presionó para la salida de Tiberian Sun antes de lo previsto, dando lugar a que una serie de características del motor de juego y del juego se omitieran, algunas de las cuales se incluyeron posteriormente en la expansión Firestorm. Posteriores juegos de la serie fueron sujetos a un mayor control por Electronic Arts que unido a la partida de gran parte del personal de Westwood resultó en la desaparición de Westwood.

## Expansión
Command & Conquer: Tiberian Sun - Firestorm es una expansión desarrollada por Westwood Studios y publicada por Electronic Arts el 7 de marzo de 2000, por el galardón en la categoría de juegos de estrategia de ciencia ficción apocalípticos en tiempo real de Tiberian Sun, con un jugador y modo multijugador. Firestorm lleva la historia a nuevos niveles de complejidad, introduce nuevas misiones y nuevas características al juego y añade al juego una cuarta facción (no jugable) (CABAL).

### Sinopsis
Firestorm sigue los acontecimientos que se desarrollaron en la campaña de GDI Tiberian dom. Con la Hermandad de Nod fragmentada en señores feudales de guerra tras la muerte de Kane, Anton Slavik (también llamado El Lobo serbio), está decidido a mantener la ideología de Kane viva a través de la resurrección de la avanzada inteligencia artificial de Nod, CABAL (Computer Assisted Biologically Augmented Lifeform), mientras que la Iniciativa de Defensa Global continúa su campaña para evitar la propagación del Tiberium y sus monstruosas mutaciones mediante la recuperación del dispositivo extraterrestre Tácito.
GDI y Nod ahora deben unir sus fuerzas con el fin de superar la anterior asistente de vital Nod en las decisiones tácticas y su némesis actual, CABAL, que tiene la intención de conquistar el mundo a través de la asimilación sistemática de las poblaciones humanas para sus ejércitos cyborg con los medios de Tiberium en una escala masiva.

## Recepción
Tiberian Sun fue el juego más rápidamente vendido con la etiqueta de Electronic Arts, vendiendo 1.5 millones de copias en un mes. Entre 1999 y 2000, Tiberian Sun ganó un premio de oro y tres premios de platino de la VUD alemana (Verband der Unterhaltungssoftware Deutschland - Entertainment Software Association Alemania) por vender más de 100.000 unidades (Oro) y más de tres veces 200.000 unidades (Platino) en Alemania, Austria y Suiza. Como el Premio de oro no se cuenta en el Premio de Platino-, los cuatro premios suman un total que oscila entre 700.000 y 1.700.000 de unidades vendidas. Tiberian Sun fue votado en el número 29 por los lectores de PC Gamer Magazine All-Time Top 50 Games (los 50 mejores juegos de todos los tiempos) en una encuesta realizada en abril del 2000.
GameGenie.com calificó el juego con  5/5, y señaló:

"Este juego vale mucho más de lo que se paga por él, porque si nos fijamos en todo lo que ha sido reunido en este juego, veremos cómo es verdaderamente impresionante. Mi punto, y la línea de fondo, es que casi cualquier persona puede disfrutar de este juego. No puede sentarse y jugar durante horas y horas todos los días como un gran número de jugadores de guerra, pero aun así, pueden ver las películas y maniobrar con las unidades lo suficiente para divertirse. Recomiendo de corazón este juego a todos."

A pesar de algunas de las cuestiones técnicas deficientes del juego como resultado del adelantamiento de su lanzamiento después que Westwood Studios fuera adquirido por Electronic Arts, muchos críticos consideran que el entorno interactivo, los nuevos gráficos, la nueva gama de unidades, los nuevos conceptos, el argumento de la categoría de un solo jugador y la popular categoría multijugador hacen de Tiberian Sun una gran juego y le otrogan altas puntuaciones en los rankings de videojuegos.